# Rhipidure de Buru
Rhipidura superflua
Espèce
Statut de conservation UICN

 LC  : Préoccupation mineure
Le Rhipidure de Buru (Rhipidura superflua) est une espèce de passereau de la famille des Rhipiduridae.

## Distribution
Il est endémique à Buru.

## Habitat
Il habite dans les forêts humides en plaine et les montagnes humides des régions tropicales et subtropicales.